# Сент-Эдмундсбери
Сент-Эдмундсбери (англ. St Edmundsbury) — неметрополитенский район (англ. non-metropolitan district) в графстве Суффолк (Англия). Административный центр — город Бери-Сент-Эдмундс.

## География
Район расположен в западной части графства Суффолк, граничит с графствами Норфолк на севере, Кембриджшир и Эссекс — на юге.

## Состав
В состав района входит два города:
- Бери-Сент-Эдмундс
- Хейверхилл

и 78 общины (англ. civil parish).